# Adnan Khairallah
Adnan Khairallah Talfah (arabe : عدنان خير الله طلفاح), né le 23 septembre 1940 à Tikrit et mort le 4 mai 1989 à Mossoul, est un homme politique et militaire irakien.

## Biographie

### Jeunesse et carrière militaire
Adnan Khairallah Talfah est né le 23 septembre 1940 à Tikrit, la capitale de la province de Salah ad-Din. Il est le fils de Khairallah Talfah, un officier arabe nationaliste au sein de l'armée irakienne qui participe au coup d'État du nationaliste Rachid Ali al-Gillani le 1er avril 1941 ainsi qu'à la guerre anglo-irakienne qui en résulte. Son père est également l'oncle maternel de Saddam Hussein, qui épousera plus tard Sadjida, la sœur aînée d'Adnan. Destiné comme son père à une carrière militaire, Adnan Khairallah fréquente le Collège militaire de Bagdad et l'École d'état-major, puis obtient un diplôme de la Faculté de droit et de politique de l'Université de Bagdad en 1975.
Adnan Khairallah rejoint la branche irakienne du Parti Baas arabe socialiste en 1956. Trois ans plus tard, le 7 octobre 1959, il est arrêté par les autorités pour son implication dans une tentative d'assassinat du Premier ministre Abdel Karim Kassem, proche du Parti communiste irakien, à laquelle participe aussi son cousin Saddam Hussein. Il joue par la suite un rôle dans le coup d'État du 8 février 1963, qui renverse le régime communiste de Kassem, ainsi que dans celui du 17 juillet 1968, qui amène au pouvoir le Parti Baas. La nouvelle République d'Irak est dès lors présidée par son parent Ahmed Hassan al-Bakr, tandis que son cousin Saddam Hussein en devient le vice-président.

### Carrière politique et disgrâce
Le 15 octobre 1977, Adnan Khairallah est nommé ministre de la Défense, en remplacement du président Ahmed Hassan al-Bakr. Il devient également membre du commandement régional du parti Baas et du Conseil de commandement de la révolution, qui est alors le principal organe décisionnel en Irak. Le 16 juillet 1979, après la démission du président Bakr en faveur de Saddam Hussein, il est nommé vice-Premier ministre,. Le mandat de Khairallah à la Défense a lieu pendant la guerre Iran-Irak : à ce titre, il est nommé commandant suprême adjoint des forces armées irakiennes, et joue un rôle crucial dans la reconstruction et la modernisation de l'armée.
En novembre 1988, le fils aîné de Saddam Hussein, Oudaï, est arrêté sur ordre du président à la suite d'un incident au cours duquel Oudaï a assassiné Kamel Hana Gegeo, un officier et garde du corps présidentiel. Le scandale provoque une rupture au sein de la famille et Adnan Khairallah est prié par sa sœur Sadjida d'intervenir en faveur d'Oudaï. Le ministre de la Défense disparaît par la suite de la vie publique, alors que des rumeurs circulent quant à des troubles au sein de l'armée et l'arrestation de plusieurs officiers militaires, ce qui suscite des spéculations sur l'implication de Khairallah dans une tentative de coup d'État contre Saddam Hussein.

### Mort

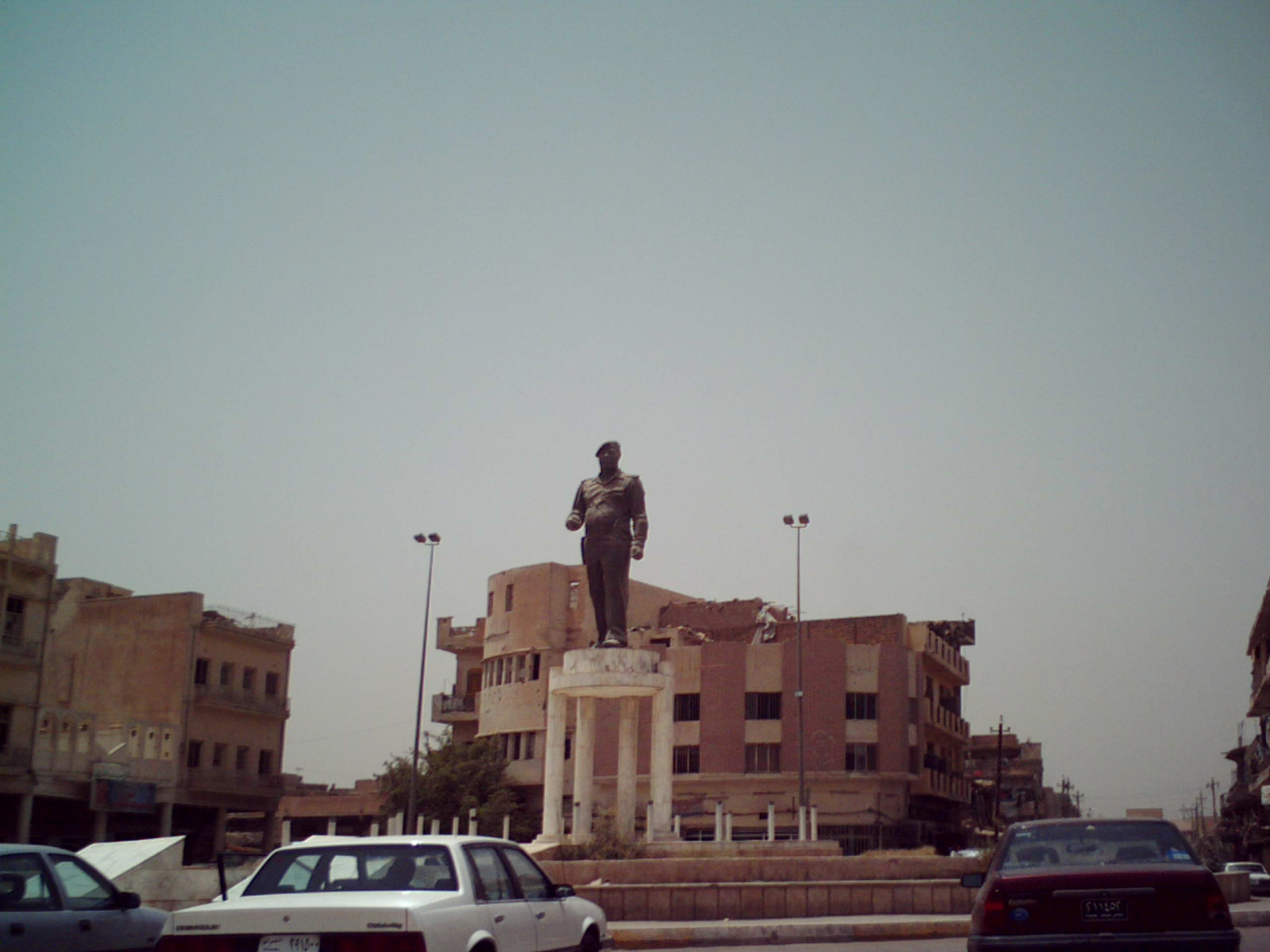
La statue en hommage à Adnan Khairallah à Bagdad, en 2003.

Khairallah réapparaît au début de l'année 1989 au cours des vacances du couple présidentiel à Bassorah. Le 7 mai 1989, Saddam Hussein annonce la mort de son beau-frère trois jours auparavant dans le crash de son hélicoptère. Selon la présidence, il se rendait alors à Bagdad depuis le Kurdistan pour inspecter des positions de l'armée lorsqu'il a détourné son vol pour rencontrer plusieurs membres de la famille présidentielle qui se trouvaient dans la station de montagne de Sarsang, près de Dohuk. Pendant le voyage, son hélicoptère, ainsi que deux hélicoptères d'escorte, ont été pris dans une tempête de sable près de Mossoul, mais seuls ces derniers ont réussi à échapper à l'accident.
Au cours de l'annonce de la mort d'Adnan Khairallah, Saddam Hussein le qualifie de « héros de guerre distingué et d'étoile scintillante dans le ciel irakien ». La radio de Bagdad annonce la tenue de funérailles nationales en hommage dans sa ville natale de Tikrit, ainsi que l'érection d'une statue dans un square renommé en son honneur dans le quartier de Karkh, à Bagdad. En dépit du communiqué de Saddam Hussein, la rumeur court par la suite que la mort de Khairallah serait due à la détonation de quatre charges explosives dans l'hélicoptère dans lequel il se trouvait. Hussein Kamel al-Majid a été notamment accusé d'avoir joué un rôle dans l'orchestration de sa mort.

## Évaluation
Bien qu'apparenté à Saddam Hussein, Adnan Khairallah est demeuré populaire après la chute du régime baasiste en 2003 et sa statue dans le quartier de Karkh, à Bagdad, est restée en place après cette date, contrairement aux statues des autres membres du gouvernement baasiste, qui ont toutes été démantelées en 2003. Toutefois, la réévaluation de ses actions pendant sa période au ministère de la Défense a entraîné le démantèlement de la statue en 2009. Aujourd'hui encore, une grande mosquée porte son nom dans la ville de Bakouba, ce qui ne manque pas d'irriter les communautés chiites et kurdes, qui ont pâti sous son ministère de la sévère répression de leurs insurrections par le parti Baas, notamment au cours du génocide kurde en 1988.

### Filmographie
Dans le feuilleton télévisé de la BBC House of Saddam, consacré à l'ascension et la chute de Saddam Hussein, le rôle d'Adnan Khairallah est tenu par l'acteur français Saïd Amadis.